# Gouden medaille voor Dapperheid
De Gouden Medaille voor Militaire Dapperheid of in het Italiaans Medaglia d'oro al Valore Militare) is een hoge Italiaanse onderscheiding die op 21 mei 1793 door de Savoyaanse Koning Victor Amadeus III van Sardinië werd ingesteld voor "daden van uitzonderlijke dapperheid door lagergeplaatste officieren en soldaten".
De medaille werd tijdens de Eerste Wereldoorlog toegekend aan personen en als vaandeldecoratie aan milaire eenheden.Ook burgers hebben de medaille ontvangen.
De medaille wordt bij herhaalde verlening aan een lint met gesp gedragen.
De medaille is in Italië zeer in aanzien en kan worden vergeleken met de Nederlandse Militaire Willems-Orde. Italië heeft vooral in de Eerste Wereldoorlog hard gevochten en tijdens het interbellum lieten de veteranen zich vaak zien met hun Medailles voor Dapperheid, sommigen droegen meerdere van deze medailles naast elkaar op hun borst.

## Een lijst van dragers
- Francesco Baracca[4]
- Cesare Battisti[5]
- Junio Valerio Borghese[6]
- Carlo Emanuele Buscaglia[7]

Gouden medaille voor Dapperheid (koninklijke versie, in onbruik geraakt).

- Fulco Ruffo di Calabria, een gevechtspiloot en de vader van Koningin Paola der Belgen[8]
- Nicola Calipari[9]
- Inigo Campioni[10]
- Giacomo Caputo
- Salvo D'Acquisto[11]
- Antonio Di Dio, officier en partizaan
- Antonio Dimitri, carabiniere
- Carlo Ederle, militair ingenieur
- Unatù Endisciau, de enige Afrikaanse soldaat die de medaille ontving[12]
- Carlo Fecia di Cossato[13]
- Furio Niclot Doglio[14]
- Carmelo Floriddia, carabiniere
- Luigi Gorrini[15]
- Amedeo Guillet (luitenant)
- Francesco Lauretta, soldaat in het Koninklijk Italiaans Leger
- Pietro Lupo
- Hans-Joachim Marseille[16]
- Franco Martelli, majoor en partizaan
- Gino Priolo, gevechtspiloot
- Carmelo Raiti, gevechtspiloot
- Erwin Rommel
- Luigi Giorgi (2)[17]
- Joachim Müncheberg[18]
- Sandro Pertini[19]
- Enrico Toti[20]
- De stad Napels voor de Vier Dagen van Napels[21]
- Prins Maurizio Ferrante Gonzaga di Vescovato, Marchese di Vodice (Tweemaal)[22][23]
- Luigi Rizzo[24]
- Ciro Scianna (soldaat, IX Reparto d'Assalto)[25]
- Sebastiano Scirè Risichella
- Danilo Stiepovich, luitenant op onderzeeërs
- Dario Vitali (tweede-luitenant, IX Reparto d'Assalto)[26]
- Maurizio Zanfarino (eerste-luitenant, IX Reparto d'Assalto)[27]
- Aurelio Rossi (majoor, 187° Reggimento Fanteria Paracadutista "Folgore"), Na drie zilveren Medailles voor Militaire Dapperheid[28]
- Gianfranco Paglia (eerste-luitenant, 183° Reggimento Fanteria Paracadutista "Nembo". De laatste toekenning[1].
- Giovanni Messe
- Filippo Zuccarello (1891-1917), kapitein in het Koninklijk Italiaans Leger, oorlogsheld in de Eerste Wereldoorlog